# Joe English (chanteur)
Pour les articles homonymes, voir English et Joe English.
 (mars 2024).
Si vous disposez d'ouvrages ou d'articles de référence ou si vous connaissez des sites web de qualité traitant du thème abordé ici, merci de compléter l'article en donnant les références utiles à sa vérifiabilité et en les liant à la section « Notes et références ».
Joe English, né le 7 février 1949 à Rochester (État de New York), est un musicien, chanteur et auteur compositeur américain. Il fut le batteur des Wings de Paul McCartney de 1975 à 1978. Il a aussi joué avec les groupes Sea Level et Talton Stewart Sandlin.
Depuis, il enregistre des albums de chansons religieuses avec son groupe Joe English Band et participe à quelques autres œuvres de même genre, mais semble avoir cessé toute activité en tant que batteur.

## Biographie
Originaire de Rochester (État de New York), Joe English est un membre de The Jam Factory, un groupe basé à Syracuse et qui évolue dans un style Rhythm and blues. Avec son groupe, il fait régulièrement les premières parties de grands groupes tels Jimi Hendrix, Steve Miller, Janis Joplin ou les Grateful Dead. Le groupe change ensuite son nom en « Tall Dogs Orchestra », change son style de musique pour du rock sudiste et s'installe à Macon en Géorgie.
Recherchant une occasion d'étendre son talent, il répond à une annonce pour un batteur. L'adresse conduit à la cave d'un immeuble ancien où, à sa grande surprise, il se trouve face à face avec Paul McCartney. Son premier album avec Wings est Venus and Mars et par la suite, sur Wings at the Speed of Sound, il chante sur Must Do Something About It. Il est le batteur sur la tournée Wings Over World Tour. Sur l'album London Town de 1978, il joue aussi l'harmonica en plus de la batterie.
En septembre 1977, au cours des sessions d'enregistrement de London Town, il a le mal du pays et retourne à Macon, en Géorgie, où il commence à jouer dans Sea Level, le groupe de Chuck Leavell.
À la suite de son retour au christianisme, il forme le groupe Joe English Band, où il officie en tant que chanteur et batteur. Le groupe part en tournée dans le monde, en jouant avec d'autres grands groupes chrétiens de l'époque comme Petra, DeGarmo & Key, Mylon LeFevre and Servant. Le Joe English Band enregistre une version instrumentale composée par Joe, appelée Forerunner AKA. Le groupe comprend John Lawry, qui partira pour jouer pour Petra, en 1984.
En 1986, Joe joue dans le groupe de Greg X. Volz (en), Pieces of Eight. À la fin des années 1980, English rejoint Randy Stonehill (en), Phil Keaggy, Rick Cua et d'autres dans le cadre de « Compassion All Star Band ». En 1988, le groupe enregistre le live One by One, leur seul album.
Joe English joue de la caisse claire avec sa main droite et du hi-hat et des cymbales avec sa gauche, une technique communément appelée « open handed ». Il est incapable de jouer de la batterie professionnellement depuis les années 1990, en raison de problèmes de santé chroniques à la cheville.
En 2008, English vit à Spindale, Caroline du Nord, membre de la communauté « Word Of Faith Fellowship ». Il n'est plus impliqué dans l'industrie de la musique. Cependant, il maintient son intérêt pour la musique en tant que membre de la chorale du WOFF.

## Discographie

### Jam Factory
Album studio
- 1970 : Sittin’ in the Trap

### Paul McCartney & Wings
Albums studio
- 1975 : Venus and Mars (sauf sur 3 chansons où la batterie est jouée par Geoff Britton)
- 1976 : Wings at the Speed of Sound
- 1978 : London Town

Album live
- 1976 : Wings over America

Compilations
- 1978 : Wings Greatest
- 2001 : Wingspan: Hits and History
- 2016 : Pure McCartney

### Kingfish
- 1978 : Trident

### Sea Level
- 1978 : On the Edge
- 1979 : Long Walk on a Short Pier
- 1980 : Ballroom

### Joe English Band
- 1980 : Lights in the World
- 1982 : Held Accountable
- 1983 : Press On
- 1984 : Live
- 1985 : What You Need
- 1985 : The Best Is Yet to Come
- 1988 : Back to Basics: English 101
- 1991 : Lights in the World / Held Accountable

### Compassion All Star Band
- 1988 : One by One